# Электрическое поле Земли
Электрическое поле Земли — электрическое поле, генерируемое электрическими зарядами, расположенными на поверхности Земли, в атмосфере и в околоземном космическом пространстве. На поверхности Земли находится отрицательный электрический заряд в полмиллиона кулонов. Он создает у поверхности Земли электрическое поле напряжённостью в среднем около 130 Вольт на метр. По мере подъёма над поверхностью Земли напряжённость этого поля уменьшается и становится ничтожно слабой на высоте 10 км. Этот заряд поддерживается приблизительно неизменным вследствие ряда процессов в атмосфере Земли и космическом пространстве. На высоте несколько десятков километров над поверхностью Земли находится слой положительно заряженных ионизированных молекул, полностью компенсирующий отрицательный заряд поверхности Земли